# Manuel Ibáñez Frocham

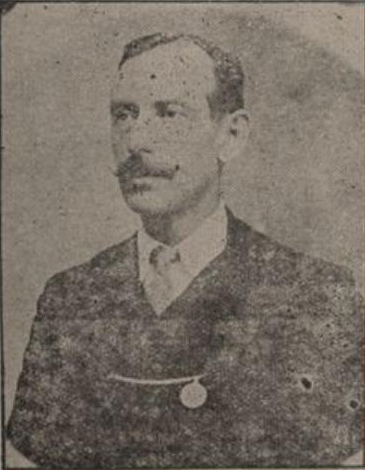
Fotografía Ibáñez Frocham publicada en “Las Noticias”, el 10 de septiembre de 1927.

Manuel Ibáñez Frocham (Durazno, 11 de septiembre de 1871-Saladillo, 5 de septiembre de 1927) fue un historiador, cartógrafo, periodista y agrimensor uruguayo que se radicó en su juventud en Argentina.

## Biografía
Se radicó en Buenos Aires a la edad de 15 años, donde trabajó como comerciante y periodista hasta 1901.
A partir de ese año pasa a residir en Saladillo, donde se desempeñó como secretario del juzgado de paz, bajo las órdenes del juez Miguel Viola. Es desde ese cargo que comienza su trabajo como archivista, organizando el acervo histórico de la ciudad, donde aprendió sobre sus orígenes e historia.
Obtiene la nacionalidad argentina en 1903. A partir de 1905 trabaja como secretario municipal bajo el gobierno municipal de Francisco Emparanza, donde organiza el Archivo Municipal. Entre otros trabajos, tuvo a su cargo la entrega de la "Memoria Municipal" de 1907, de 145 páginas. Junto a Saltos Elizalde funda el diario “La Semana” en 1911, a cuyas páginas aportó crónicas de la historia de la ciudad, que figuraban en los archivos organizados por él. Vuelve a desempeñarse como Secretario Municipal en 1916, haciéndose cargo nuevamente de los archivos oficiales por diez años, hasta 1926. A partir de ese año pasa a trabajar en las oficinas de Rentas, donde confecciona el padrón de propietarios del partido. Trabajó en la elaboración de los planos catastrales de la planta urbana, de las secciones chacras y quintas, y del partido con la subdivisión de la tierra, sus superficies y propietarios.
A su fallecimiento, en 1927, dejó escritas más de 2000 cuartillas de tres libros en los que estaba trabajando. El tomo de mayor extensión llevaba por título "Leyendas y Realidades”, y estaba dedicado a la historia de la conquista española en América. Este trabajo sirvió de base de la conferencia brindada el 31 de julio de 1963, por su hijo Manuel María Ibáñez Frocham, en el marco de la conmemoración del Centenario de Saladillo. Dicha conferencia figura en el libro “Anales del Centenario de la Fundación de Saladillo”. Los otros dos trabajos se titulaban “Crónicas Localistas de Saladillo” y “La Época de Rosas” y forman parte de la obra “Apuntes para la Historia de Saladillo”, publicada en forma póstuma por su hijo en 1937 para el concurso de Historia de los Pueblos de la Provincia de Buenos Aires. En Saladillo se erigió un monumento en su memoria y se le puso su nombre a una importante avenida.